# 大曲輪貝塚
座標: 北緯35度7分22.8秒 東経136度56分34.4秒 / 北緯35.123000度 東経136.942889度

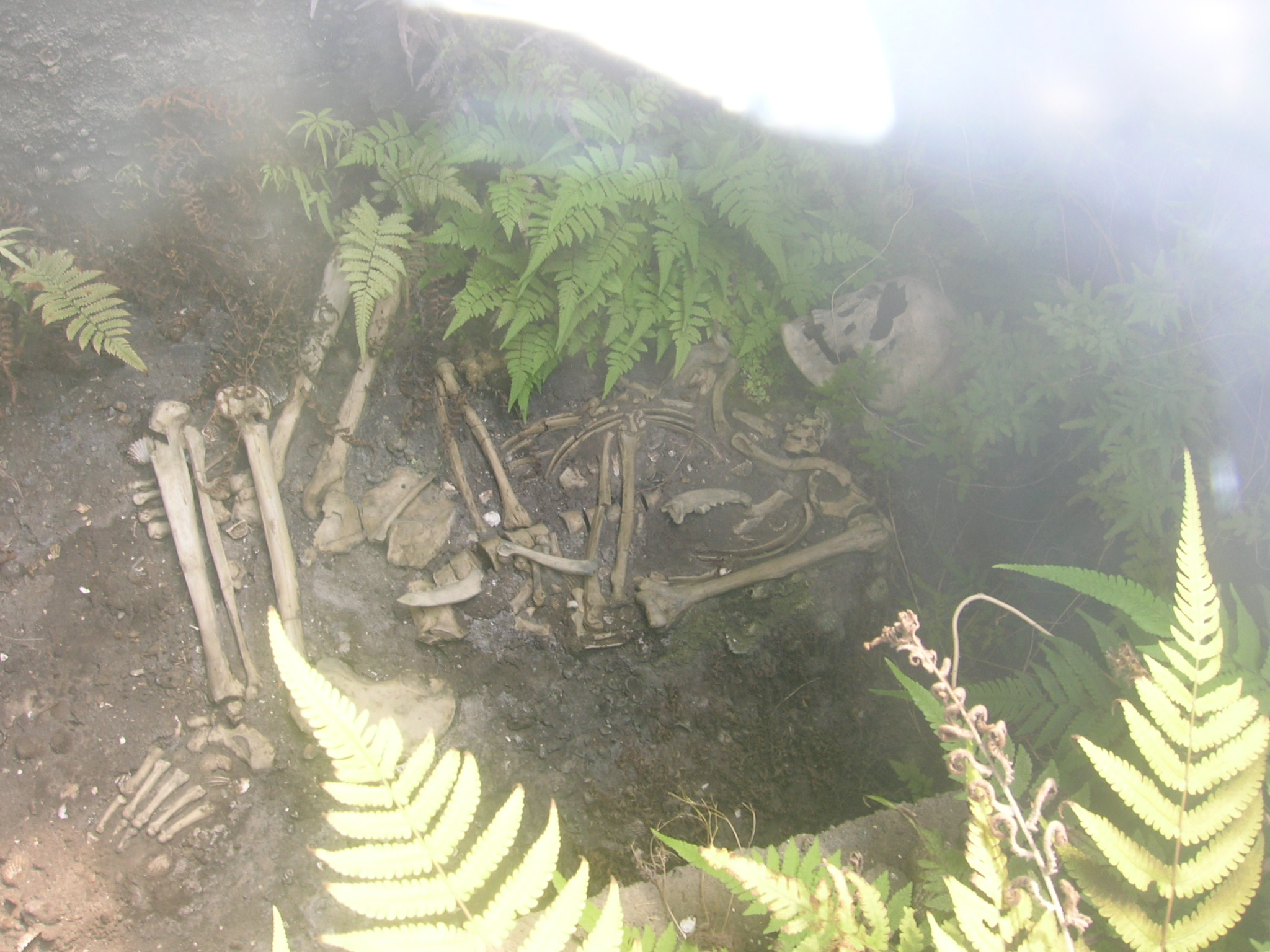
出土した屈葬人骨のレプリカ

大曲輪貝塚（おおぐるわかいづか）は、愛知県名古屋市瑞穂区にある縄文時代の貝塚を伴う複合遺跡。貝塚以外の遺構も見つかっていることから、大曲輪遺跡（おおぐるわいせき）とも呼ばれる。

## 概要
1939年（昭和14年）、瑞穂陸上競技場の建設の際に発見され、1941年（昭和16年）に国の史跡に指定された。1980年（昭和55年）、競技場の改築の為に旧スタンドを取り壊した際に、その下に遺跡が良好な状態で残存している事が確認され、約2200平方メートルの発掘調査が行なわれたところ、周辺を含めて縄文時代前期から古墳時代〜中世の複合遺跡と判明した。山崎川の対岸で見つかった下内田貝塚も同じ集落に含まれると考えられている。
貝塚は縄文時代前期のものが4ヶ所で、その中から石斧や石鏃などの石器類、土器や土製の耳環などの他にほぼ完全な屈葬人骨と複数の人骨片が出土。また縄文晩期の甕棺墓群や竪穴建物跡（少なくとも1棟は縄文前期と確認された）なども検出された。出土品は名古屋市博物館に収蔵されている。

## 大曲輪人骨
発掘された人骨の内、胸の上に犬の骨1頭分を抱いた形で見つかったものがあり、一緒に埋葬された可能性が指摘されている。また、もっとも完全な状態で確認された1体については、競技場スタンド横に発掘時の状態を模したレプリカが展示されていたが、現在はレプリカが収められていたケースのガラス覆いの上から説明が掲示され、見ることができなくなっている。